# Тополева Гора
Топо́лева Гора́ — урочище на території Канівського району Черкаської області України. Розташоване на північній околиці села Григорівка.
Урочище представлене цілинною ділянкою степу, яка розташована на стрімкому пагорбі корінного берега Дніпра. З півдня урочище обмежене яром. На вершині пагорба знаходиться колишня птахофабрика.
На території урочища знайдено залишки городища-сховища доби бронзи та поселення періоду трипільської культури Гнатенкова Гора.
| {{{alt}}} | Це незавершена стаття про Канівський район. Ви можете допомогти проєкту, виправивши або дописавши її. |